# Petsery
El Comtat de Petseri (estonià: Petserimaa) va ser un comtat d'Estònia establert a finals de la dècada del 1910. Des de 1944, però, la major part del comtat ha estat administrat com a districte de Pechorsky de l'oblast de Pskov, primer per la República de la Unió Soviètica i després, a partir de 1991, per Rússia. Estònia conserva territoris que avui constitueixen la parròquia de Setomaa a l'actual comtat de Võru.

## Història
La composició territorial de tota la històrica província del comtat de Petseri (Petserimaa) es considera la pàtria dels Setos, un poble baltofinnic relacionat amb els estonians. Els habitants russos del districte de Petseri eren principalment vells creients que parlaven un dialecte de transició entre el rus i el bielorús. A mitjan segle XV es va fundar a la zona un dels monestirs ortodoxos russos més importants, el monestir de Pskovo-Pechersky.
Durant l'últim any de la Primera Guerra Mundial, de febrer a desembre de 1918, la capital del comtat, Pechory, va ser ocupada per les forces alemanyes. Com a tal, el comtat que inclou la ciutat i el territori que l'envolta va ser ideat per formar part del ducat bàltic. La ciutat va ser capturada per les forces estonianes el 29 de març de 1919, durant la Guerra d'Independència d'Estònia. El Tractat de Tartu de 1920 va assignar Pechory i el seu territori circumdant, la regió de Setomaa, a Estònia. Pechory va passar a anomenar-se Petseri i la zona es va convertir en el comtat de Petseri. L'església luterana de Sant Pere es va construir l'any 1926 a Petseri.
Durant la Segona Guerra Mundial, el comtat va ser ocupat per l'exèrcit alemany entre l'agost de 1941 i l'11 d'agost de 1944, i després per les forces soviètiques durant el seu avanç cap a l'Alemanya nazi. Les autoritats soviètiques van transferir la major part del comtat de Petseri de la RSS d'Estònia a la RSS de Rússia el 1944.
Després que Estònia recuperés la independència de la Unió Soviètica l'agost de 1991, Estònia va plantejar la qüestió del retorn a les fronteres en virtut del Tractat de Tartu : Estònia va abandonar aquesta reclamació el novembre de 1995, però. Estònia i Rússia van signar el Tractat de Frontera Estònia-Russa el 18 de maig de 2005: el preàmbul assenyalava que la frontera internacional havia canviat en part, d'acord amb l'article 122 de la Constitució d'Estònia.